# Llista d'asteroides/215101-215200
| Nom      | Designació provisional | Data de descobriment   | Lloc de descobriment | Descobridor/s                        |
| -------- | ---------------------- | ---------------------- | -------------------- | ------------------------------------ |
| 215101 - | 1995 LB                | 1 de juny de 1995      | Siding Spring        | R. H. McNaught                       |
| 215102 - | 1995 OC7               | 24 de juliol de 1995   | Kitt Peak            | Spacewatch                           |
| 215103 - | 1995 UZ15              | 17 d'octubre de 1995   | Kitt Peak            | Spacewatch                           |
| 215104 - | 1995 UL18              | 18 d'octubre de 1995   | Kitt Peak            | Spacewatch                           |
| 215105 - | 1995 UV52              | 23 d'octubre de 1995   | Kitt Peak            | Spacewatch                           |
| 215106 - | 1995 VQ2               | 14 de novembre de 1995 | Kitt Peak            | Spacewatch                           |
| 215107 - | 1996 RX15              | 13 de setembre de 1996 | Kitt Peak            | Spacewatch                           |
| 215108 - | 1996 RC18              | 14 de setembre de 1996 | Kitt Peak            | Spacewatch                           |
| 215109 - | 1996 VM15              | 5 de novembre de 1996  | Kitt Peak            | Spacewatch                           |
| 215110 - | 1997 NO5               | 5 de juliol de 1997    | Kitt Peak            | Spacewatch                           |
| 215111 - | 1997 WK56              | 21 de novembre de 1997 | Kitt Peak            | Spacewatch                           |
| 215112 - | 1997 XR7               | 6 de desembre de 1997  | Caussols             | ODAS                                 |
| 215113 - | 1996 RU19              | 21 de febrer de 1998   | Modra                | A. Galad i A. Pravda                 |
| 215114 - | 1998 DJ8               | 21 de febrer de 1998   | Xinglong             | Beijing Schmidt CCD Asteroid Program |
| 215115 - | 1998 EO                | 2 de març de 1998      | Caussols             | ODAS                                 |
| 215116 - | 1998 MG44              | 26 de juny de 1998     | La Silla             | E. W. Elst                           |
| 215117 - | 1998 RQ10              | 13 de setembre de 1998 | Kitt Peak            | Spacewatch                           |
| 215118 - | 1998 TO12              | 13 d'octubre de 1998   | Kitt Peak            | Spacewatch                           |
| 215119 - | 1998 WU38              | 21 de novembre de 1998 | Kitt Peak            | Spacewatch                           |
| 215120 - | 1999 JG4               | 10 de maig de 1999     | Socorro              | LINEAR                               |
| 215121 - | 1999 JB11              | 14 de maig de 1999     | Socorro              | LINEAR                               |
| 215122 - | 1999 LG4               | 9 de juny de 1999      | Socorro              | LINEAR                               |
| 215123 - | 1999 RS41              | 15 de setembre de 1999 | Klet                 | Klet                                 |
| 215124 - | 1999 RV73              | 13 de setembre de 1999 | Socorro              | LINEAR                               |
| 215125 - | 1999 RY78              | 7 de setembre de 1999  | Socorro              | LINEAR                               |
| 215126 - | 1999 RX122             | 9 de setembre de 1999  | Socorro              | LINEAR                               |
| 215127 - | 1999 RG135             | 9 de setembre de 1999  | Socorro              | LINEAR                               |
| 215128 - | 1999 RO138             | 9 de setembre de 1999  | Socorro              | LINEAR                               |
| 215129 - | 1999 RW153             | 9 de setembre de 1999  | Socorro              | LINEAR                               |
| 215130 - | 1999 RB199             | 10 de setembre de 1999 | Socorro              | LINEAR                               |
| 215131 - | 1999 RH237             | 8 de setembre de 1999  | Catalina             | CSS                                  |
| 215132 - | 1999 TQ4               | 3 d'octubre de 1999    | Socorro              | LINEAR                               |
| 215133 - | 1999 TU33              | 4 d'octubre de 1999    | Socorro              | LINEAR                               |
| 215134 - | 1999 TG65              | 8 d'octubre de 1999    | Kitt Peak            | Spacewatch                           |
| 215135 - | 1999 TA124             | 4 d'octubre de 1999    | Socorro              | LINEAR                               |
| 215136 - | 1999 TY163             | 9 d'octubre de 1999    | Socorro              | LINEAR                               |
| 215137 - | 1999 TW171             | 10 d'octubre de 1999   | Socorro              | LINEAR                               |
| 215138 - | 1999 TL206             | 13 d'octubre de 1999   | Socorro              | LINEAR                               |
| 215139 - | 1999 TA138             | 15 d'octubre de 1999   | Socorro              | LINEAR                               |
| 215140 - | 1999 TP260             | 11 d'octubre de 1999   | Kitt Peak            | Spacewatch                           |
| 215141 - | 1999 TS280             | 8 d'octubre de 1999    | Socorro              | LINEAR                               |
| 215142 - | 1999 UO39              | 31 d'octubre de 1999   | Kitt Peak            | Spacewatch                           |
| 215143 - | 1999 UN50              | 30 d'octubre de 1999   | Catalina             | CSS                                  |
| 215144 - | 1999 UV51              | 31 d'octubre de 1999   | Catalina             | CSS                                  |
| 215145 - | 1999 UM57              | 29 d'octubre de 1999   | Kitt Peak            | Spacewatch                           |
| 215146 - | 1999 VA28              | 3 de novembre de 1999  | Socorro              | LINEAR                               |
| 215147 - | 1999 VK66              | 4 de novembre de 1999  | Socorro              | LINEAR                               |
| 215148 - | 1999 VJ69              | 4 de novembre de 1999  | Socorro              | LINEAR                               |
| 215149 - | 1999 VC114             | 9 de novembre de 1999  | Catalina             | CSS                                  |
| 215150 - | 1999 VJ117             | 9 de novembre de 1999  | Kitt Peak            | Spacewatch                           |
| 215151 - | 1999 VP150             | 14 de novembre de 1999 | Socorro              | LINEAR                               |
| 215152 - | 1999 VF174             | 5 de novembre de 1999  | Anderson Mesa        | LONEOS                               |
| 215153 - | 1999 VX193             | 3 de novembre de 1999  | Socorro              | LINEAR                               |
| 215154 - | 1999 XR139             | 2 de desembre de 1999  | Kitt Peak            | Spacewatch                           |
| 215155 - | 1999 XH146             | 7 de desembre de 1999  | Kitt Peak            | Spacewatch                           |
| 215156 - | 1999 XX215             | 13 de desembre de 1999 | Kitt Peak            | Spacewatch                           |
| 215157 - | 1999 XY251             | 9 de desembre de 1999  | Kitt Peak            | Spacewatch                           |
| 215158 - | 2000 AE59              | 4 de gener de 2000     | Socorro              | LINEAR                               |
| 215159 - | 2000 AU91              | 5 de gener de 2000     | Socorro              | LINEAR                               |
| 215160 - | 2000 AY102             | 5 de gener de 2000     | Socorro              | LINEAR                               |
| 215161 - | 2000 AS178             | 7 de gener de 2000     | Socorro              | LINEAR                               |
| 215162 - | 2000 BB5               | 21 de gener de 2000    | Socorro              | LINEAR                               |
| 215163 - | 2000 BC9               | 26 de gener de 2000    | Kitt Peak            | Spacewatch                           |
| 215164 - | 2000 CN15              | 2 de febrer de 2000    | Socorro              | LINEAR                               |
| 215165 - | 2000 CG22              | 2 de febrer de 2000    | Socorro              | LINEAR                               |
| 215166 - | 2000 CQ40              | 1 de febrer de 2000    | Catalina             | CSS                                  |
| 215167 - | 2000 EL26              | 5 de març de 2000      | Socorro              | LINEAR                               |
| 215168 - | 2000 EU29              | 5 de març de 2000      | Socorro              | LINEAR                               |
| 215169 - | 2000 EM112             | 9 de març de 2000      | Socorro              | LINEAR                               |
| 215170 - | 2000 FR9               | 30 de març de 2000     | Kitt Peak            | Spacewatch                           |
| 215171 - | 2000 FX23              | 29 de març de 2000     | Socorro              | LINEAR                               |
| 215172 - | 2000 GQ67              | 5 d'abril de 2000      | Socorro              | LINEAR                               |
| 215173 - | 2000 GO73              | 5 d'abril de 2000      | Socorro              | LINEAR                               |
| 215174 - | 2000 GU100             | 7 d'abril de 2000      | Socorro              | LINEAR                               |
| 215175 - | 2000 GS117             | 2 d'abril de 2000      | Kitt Peak            | Spacewatch                           |
| 215176 - | 2000 GQ120             | 5 d'abril de 2000      | Kitt Peak            | Spacewatch                           |
| 215177 - | 2000 GM163             | 10 d'abril de 2000     | Socorro              | LINEAR                               |
| 215178 - | 2000 GO166             | 5 d'abril de 2000      | Socorro              | LINEAR                               |
| 215179 - | 2000 GQ171             | 5 d'abril de 2000      | Anderson Mesa        | LONEOS                               |
| 215180 - | 2000 HX2               | 25 d'abril de 2000     | Kitt Peak            | Spacewatch                           |
| 215181 - | 2000 HE3               | 26 d'abril de 2000     | Kitt Peak            | Spacewatch                           |
| 215182 - | 2000 HE67              | 27 d'abril de 2000     | Kitt Peak            | Spacewatch                           |
| 215183 - | 2000 HB74              | 29 d'abril de 2000     | Socorro              | LINEAR                               |
| 215184 - | 2000 HX103             | 27 d'abril de 2000     | Anderson Mesa        | LONEOS                               |
| 215185 - | 2000 JD83              | 7 de maig de 2000      | Socorro              | LINEAR                               |
| 215186 - | 2000 KX                | 24 de maig de 2000     | Kitt Peak            | Spacewatch                           |
| 215187 - | 2000 LQ25              | 7 de juny de 2000      | Socorro              | LINEAR                               |
| 215188 - | 2000 NM                | 2 de juliol de 2000    | Fitchburg            | L. L. Amburgey                       |
| 215189 - | 2000 NK10              | 6 de juliol de 2000    | Anderson Mesa        | LONEOS                               |
| 215190 - | 2000 PU3               | 3 d'agost de 2000      | Bisei SG Center      | BATTeRS                              |
| 215191 - | 2000 QQ47              | 24 d'agost de 2000     | Socorro              | LINEAR                               |
| 215192 - | 2000 QV155             | 31 d'agost de 2000     | Socorro              | LINEAR                               |
| 215193 - | 2000 QM173             | 31 d'agost de 2000     | Socorro              | LINEAR                               |
| 215194 - | 2000 SN18              | 23 de setembre de 2000 | Socorro              | LINEAR                               |
| 215195 - | 2000 SA22              | 24 de setembre de 2000 | Socorro              | LINEAR                               |
| 215196 - | 2000 SK30              | 24 de setembre de 2000 | Socorro              | LINEAR                               |
| 215197 - | 2000 SN42              | 24 de setembre de 2000 | Socorro              | LINEAR                               |
| 215198 - | 2000 SZ69              | 24 de setembre de 2000 | Socorro              | LINEAR                               |
| 215199 - | 2000 SB130             | 22 de setembre de 2000 | Socorro              | LINEAR                               |
| 215200 - | 2000 SB134             | 23 de setembre de 2000 | Socorro              | LINEAR                               |